# 네이버 1784
네이버 1784(영어: NAVER 1784)는 대한민국 경기도 성남시 분당구 정자동에 위치한 사무용 건물로 한국의 인터넷 콘텐츠 서비스 업체인 네이버(Naver Corporation)의 본사를 운영하고 있다. 건물은 지상 28층, 지하 9층으로 2021년 2월에 완공되었다. 용도는 업무시설이다.

## 같이 보기
- 네이버
- 네이버 주식회사
- 성남시의 마천루 목록